# 中亚侧褶蛙
中亚侧褶蛙（学名：Pelophylax terentievi）一种分布于于塔吉克斯坦、阿富汗及中华人民共和国新疆维吾尔自治区的两栖动物，隶属于蛙科侧褶蛙属。之前阿富汗和中国新疆记录的湖侧褶蛙（Pelophylax ridibunda）现被认为是本种。

## 形态特征
中亚侧褶蛙背面皮肤较粗糙，呈橄榄绿色，沿浅黄色脊线两侧略对称排列有深棕色近圆形的大斑；腹面灰白色、咽喉部散有细云斑。